# Беккер, Дэниэл
Дэ́ниэл Уи́пенер Бе́ккер (англ. Daniel Wepener Bekker; 9 февраля 1932, Дордрех — 22 октября 2009, Претория) — южноафриканский боксёр тяжёлой весовой категории. Во второй половине 1950-х годов выступал за сборную ЮАР: серебряный и бронзовый призёр летних Олимпийских игр, чемпион Игр Содружества наций, семикратный чемпион Южной Африки, участник многих международных турниров и матчевых встреч. В период 1961—1968 боксировал на профессиональном уровне, но без особых достижений.

## Биография
Родился 9 февраля 1932 года в городе Дордрех, Восточно-Капская провинция. Рос в большой спортивной семье, в частности, трое его братьев были профессиональными регбистами, а сестра представляла страну на соревнованиях по лёгкой атлетике. Первого серьёзного успеха на ринге Дэниэл добился в 1952 году, когда в тяжёлой весовой категории стал чемпионом Южной Африки среди любителей (впоследствии повторил это достижение ещё шесть раз). Благодаря череде удачных выступлений удостоился права защищать честь страны на летних Олимпийских играх 1956 года в Мельбурне — сумел дойти здесь до стадии полуфиналов, после чего был нокаутирован американцем Питом Радемахером, который в итоге и стал олимпийским чемпионом.
Получив бронзовую олимпийскую медаль, Беккер продолжил выходить на ринг в составе национальной сборной, принимая участие во всех крупнейших международных турнирах. Так, в 1958 году он ездил на Игры Содружества наций в Кардифф, где одолел всех своих соперников и завоевал золотую медаль. Оставаясь лучшим боксёром-любителем ЮАР в тяжёлом весе, прошёл квалификацию на Олимпийские игры 1960 года в Рим — в полуфинале со счётом 4:1 победил немца Гюнтера Зигмунда, но в решающем матче потерпел поражение нокаутом от итальянца Франческо де Пикколи. Добавив в послужной список серебряную олимпийскую награду, решил попробовать себя среди профессионалов и покинул сборную.
Профессиональный дебют Беккера состоялся в ноябре 1961 года, своего первого противника он победил техническим нокаутом уже в первом раунде. В течение нескольких месяцев провёл ряд удачных поединков, выиграл и защитил титул чемпиона Южной Африки в тяжёлом весе, но в начале 1963 года побывал в тяжёлом нокауте, лишился чемпионского пояса и принял решение завершить карьеру спортсмена. Несмотря на завершение спортивной карьеры, в сентябре 1968 года всё же предпринял попытку вернуться на ринг и провёл ещё один матч — одержал победу по очкам в четырёх раундах. Всего в профессиональном боксе провёл 9 боёв, из них 6 окончил победой (в том числе 4 досрочно), 2 раза проиграл, в одном случае была зафиксирована ничья. В поздние годы страдал от синдромов Альцгеймера и Паркинсона.
Скончался 22 октября 2009 года в Претории.